# Inge Krupp
Inge Krupp (* 29. Juli 1952 in Bonn) ist eine deutsche Autorin und Texterin.

## Leben
Inge Krupp wuchs im Ruhrgebiet/Münsterland in einem Forsthaus auf. Sie studierte u. a. Visuelle Kommunikation an der Folkwang-Universität der Künste Essen. Sie arbeitete bis 1990 als freiberufliche Autorin und bis 1993 als festangestellte Redakteurin in Stuttgart. 1995–1996 war sie Dozentin an der HTW Berlin, im Fachbereich Kommunikationsdesign und Wirtschaftskommunikation. Von 1998 bis 2011 arbeitete sie im Brotberuf als freiberufliche Texterin im Design. 
Sie schreibt Lyrik und Prosa, wovon die meisten Texte unveröffentlicht sind.

## Veröffentlichungen
- Essentho (erste Lyrikveröffentlichung), 29 Gedichte, Boesser, Satz&Druck, Dortmund 1981
- 1983: Teilnahme am Literarischen März, Darmstadt, Vielfältige Feuilletons/Reportagen, auch gesendet im WDR
- Dietger Pforte (Hrsg.): Jäh aus. Prosa von Inge Krupp, Thomas Meinecke, Hubert Winkels, Werner Söllner und Eva Brunner, Literarisches Colloquium Berlin, Berlin 1987, ISBN 3-926178-04-3
- Schlachtensee, Gedichte von 1982–1992, Neues Literaturkontor, Bielefeld und Münster 1993, ISBN 3-920591-18-6
- ab 1998: Veröffentlichungen für den Sender Freies Berlin (z. B. in Passagen und Ohrenbär, Geschichten für kleine Leute), den WDR und weitere
- Die Geschichte der Deutschen Gärten und Parks Essay, Insel-Verlag, Frankfurt 1998, auch gesendet im Hessischen Rundfunk
- 2003 Mitarbeit Elisabeth Hauptmann-Lesebuch, Dr. Walter Gödden, in Nylands kleine Westfälische Reihe

## Auszeichnungen
- 1987: Aufenthaltsstipendium Literarisches Colloquium Berlin
- 1988: Förderpreis der Stadt Dortmund für Literatur/Lyrik